# Biskupice (powiat opatowski)
Biskupice – wieś w Polsce położona w województwie świętokrzyskim, w powiecie opatowskim, w gminie Sadowie. 
Przez wieś przechodzi  czerwony szlak rowerowy z Nowej Słupi do Opatowa. We wsi rozpoczyna się rzeka Opatówka, wpływająca do Opatowa.

## Historia
Od około 1237 roku, na mocy nadania księcia Henryka Brodatego, wieś wchodziła w skład dóbr biskupów lubuskich, od których pochodzi nazwa miejscowości. Do około 1300 roku znajdowała się we wsi rezydencja biskupów lubuskich, przeniesiona po napadzie na biskupa Jana do lepiej ufortyfikowanego Opatowa. W 1514 roku biskupstwo lubuskie sprzedało dobra opatowskie wraz z Biskupicami podkanclerzemu Krzysztofowi Szydłowieckiemu. W XVI wieku była własnością wojewody kijowskiego Konstantego Wasyla Ostrogskiego. Miała 5 łanów kmiecych 9 zagrodników młyn, staw, karczmę. Dziesięcinę (do 16 grzyw.) pobierali biskupi. Czynsz z łanu wynosił 12 skojców. (Długosz L. B., I, 639).
W wieku XIX Biskupice były wsią w powiecie opatowskim, gminie Modliborzyce, parafii Opatów (7 wiorst), miały 20 domów, 94 mieszkańców i 346 mórg włościańskich obszaru. 
Wieś w powiecie sandomierskim w województwie sandomierskim.
W latach 1954–1972 wieś należała i była siedzibą władz gromady Biskupice. W latach 1975–1998 miejscowość należała administracyjnie do województwa tarnobrzeskiego.

## Kościół
W Biskupicach znajduje się drewniany kościół pod wezwaniem Świętego Józefa Oblubieńca Najświętszej Maryi Panny, który wybudowano w latach 1954-1956. Przypomina duży dom mieszkalny – z niewielką wieżą – ponieważ tylko na taki obiekt wydały zezwolenie ówczesne władze. W późniejszym okresie do kościoła dobudowane zostały zakrystia oraz przedsionek od strony zachodniej (jako główne wejście). W latach 2006–2013 wybudowano nowy ceglany jednonawowy kościół kryty dachówką pod tym samym wezwaniem.

## Szkoła
We wsi znajduje się szkoła wybudowana w 1920 roku. W czasie okupacji niemieckiej w szkole działał szpital wojenny.